# Cúpula inflable

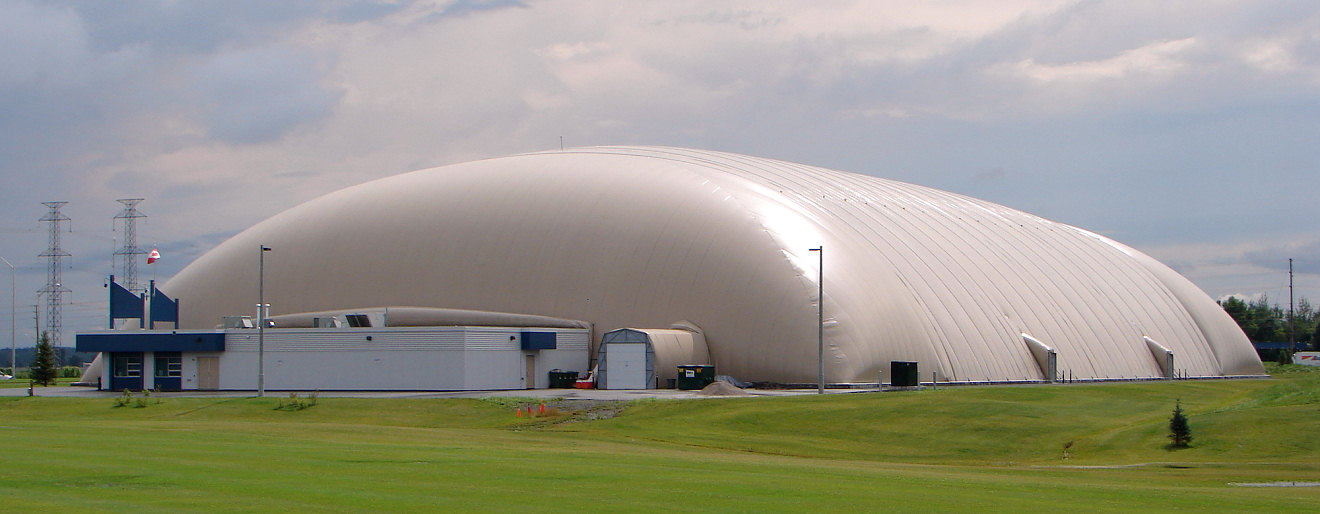
Cúpula inflable utilizada como lugar de recreación y deporte

Una cúpula inflable es una estructura en la cual su integridad estructural se basa en la utilización de aire a presión para inflar un material flexible desde su interior.
Este concepto se popularizó a gran escala por David H. Geiger con el pabellón de los Estados Unidos en la Expo '70 en Osaka (Japón) en 1970.
Por lo general tiene forma de cúpula, ya que esta forma crea el mayor volumen con la menor cantidad de material. Para mantener la integridad estructural, la presión en el interior debe ser igual o superior a cualquier presión externa que se aplique a la estructura (es decir, la presión del viento). La estructura no tiene que ser hermética para conservar la integridad estructural; el sistema de presurización que suministra la presión interna deberá reemplazar cualquier fuga de aire. Todos los accesos al interior de la estructura deben estar equipados con dos juegos de puertas o una puerta giratoria, que funcionan como un esclusa. Las cúpulas inflabes están fijas al suelo mediante un sistema de pesos pesados, anclajes, fundaciones o una combinación de todos ellos. 
Se suele utilizar en instalaciones deportivas y de recreación, almacenes, refugios temporales y cúpulas. La estructura puede ser total, parcial, o funcionando como techo. Una estructura total puede utilizarse para una instalación temporal o permanente, mientras que una cúpula funcionando como techo suele ser construida para un edificio permanente.
La cúpula inflable más grande en Norteamérica es la cúpula de la  École secondaire publique Louis-Riel (Escuela pública de secundaria Louis-Riel) en Ottawa, Ontario, Canadá. Además tiene el récord de ser la segunda cúpula inflable más grande del mundo.

## Concepción

### Forma
La forma de una cúpula inflable está limitada por la necesidad de aplicar una presión uniforma a toda la superficie de la cubierta. En caso contrario, la distribución irregular crea arrugas y puntos de tensión que puedon producir la ruina de la estructura.
En la práctica, cualquier superficie inflable implica una doble curvatura. Por lo tanto las formas más utilizadas son hemisferas, óvalos o semicilindros.

### Estructura
Las acciones principales que actúan sobre una cúpula inflable son la presión del aire, el viento y la nieve. Con el fin de hacer frente a las cargas variables de viento y nieve, la inflación de la estructura deberá ajustarse en consecuencia. Las estructuras modernas tienen sistemas mecánicos controlados por ordenador capaces de detectar las cargas dinámicas y compensar la inflación de la misma. Las de más alta calidad son capaces de soportar vientos de hasta 190 km/h (120 mph), y cargas de nieve de hasta 18 kg/m².

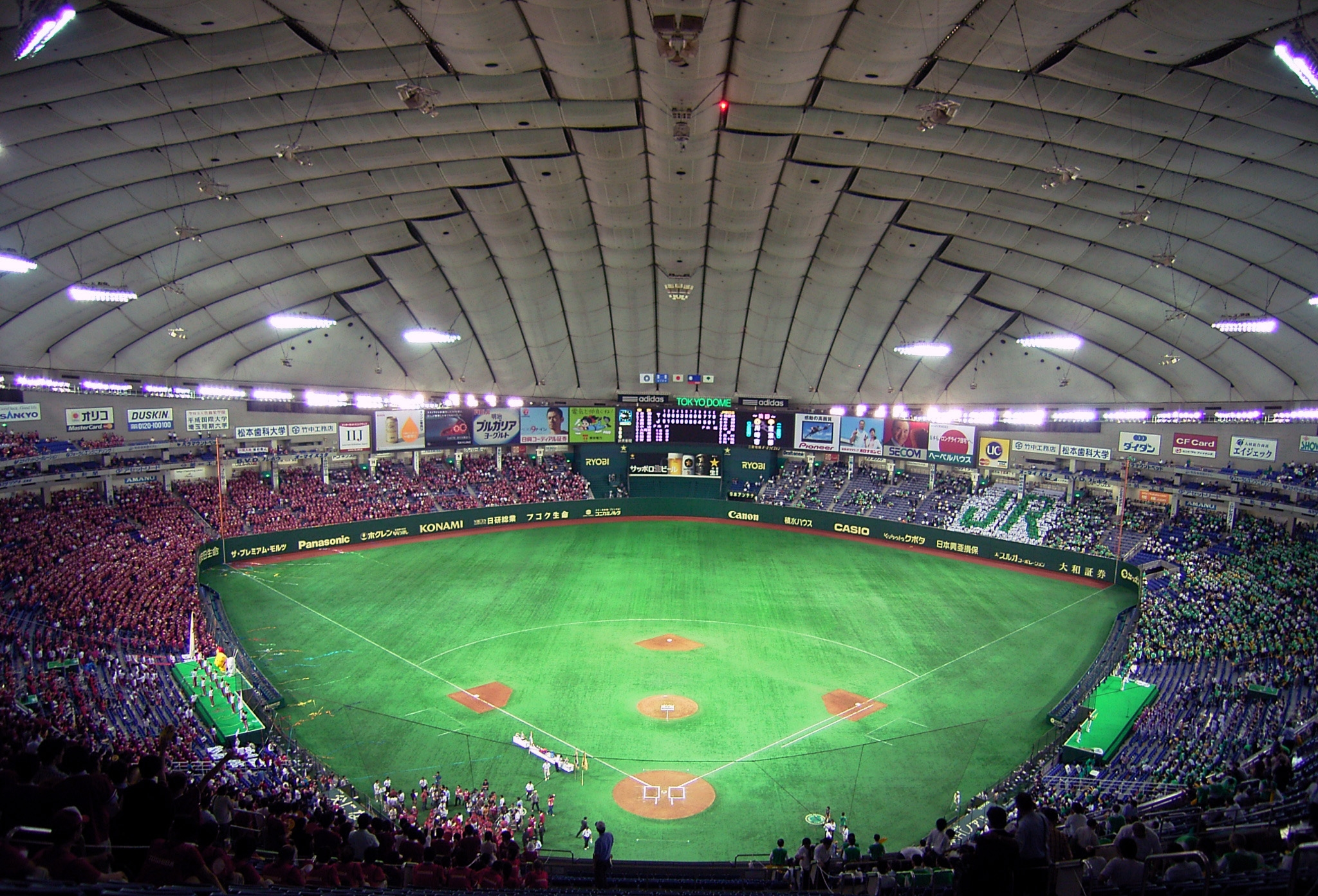
El interior del Tokyo Dome muestra como una gran espacio puede ser cubierto con un techo hinchable

Por supuesto, la presión del aire en la cubierta es igual a la presión del aire ejercida sobre el suelo en el interior, empujando a toda la estructura hacia arriba. Por lo tanto, la estructura debe estar firmemente anclada al suelo (o subestructura en el caso de tratarse de una cubierta). Para las grandes estructuras son necesarios cables para el anclaje y la estabilización. Todas las formas de anclaje requieren algún tipo de lastre. Inicialmente se utilizaban como lastre bolsas de arena, bloques de hormigón, ladrillos, o materiales similares, colocados en todo el perímetro de la falda de la cúpula. Hoy en día la mayoría utilizan sistemas de anclaje propios.
El peligro de colapso repentino es despreciable, ya que la estructura se deforma o se hunde en caso de una sobrecarga (nieve o viento). Solo si estas señales de advertencia son ignoradas o inadvertidas, la acumulación de una carga extrema pueden romper el material, lo que lleva a una deflación y el colapso repentino.

### Materiales
Los materiales utilizados para las estructuras inflables son similares a los utilizados en las estructuras en tracción, es decir, telas sintéticas, tales como la de fibra de vidrio o el poliéster. Con el fin de evitar el deterioro de la humedad y la radiación ultravioleta, estos materiales están recubiertos con polímeros como el  PVC o teflón. 
Dependiendo del uso y la ubicación, la estructura puede tener forros interiores de materiales más ligeros para el aislamiento o la acústica.

## Presión del aire
La presión del aire interior necesaria para este tipo de estructuras no es perceptible desde el interior y pasa inadvertida para el usuario. La cantidad de presión requerida es una función del peso del material -y el conjunto de sistema suspendidos en él como iluminación, ventilación, etc- y la presión del viento. Sin embargo, solo representa una pequeña fracción de la presión atmosférica. La presión interna se mide comúnmente en pulgadas de agua (inAq) y varía entre un mínimo de 0,3 inAq y un máximo de 3 inAq, siendo 1 inAq el nivel de presurización para las condiciones normales de funcionamiento. En términos del sistema internacional, una inAq equivale a 254 Pa.

## Ventajas e inconvenientes
A continuación se citan algunas de las ventajas e inconvenientes de utilizar este tipo de estructuras respecto a una construcción convencional para el mismo tamaño y aplicación.
Ventajas:
- Coste inicial considerablemente menor que los edificios convencionales.
- Reducción de los costes de funcionamiento debido a la simplicidad del diseño.
- Sistema fácil y rápido de montar, desmontar y reubicar.
- Espacio libre interior abierto, ya que no hay necesidad de columnas.
- Capacidad de cubrir casi cualquier proyecto.
- Personalización del tamaño y los colores del tejido, incluyendo la tela translúcida, permitiendo la entrada de luz natural.

Inconvenientes:
- Funcionamiento continuo de los ventiladores para mantener la presión, en ocasiones requieriendo la redundancia o una fuente de alimentación de emergencia.
- Derrumbe de la cúpula en caso de pérdida o rotura del tejido.
- Aislamiento inferior al de las estructuras de paredes duras, con el consiguiente aumento del coste en calefacción o refrigeración.
- Capacidad de carga limitada.
- Vida útil corta en comparación con edificios convencionales.

## Cúpulas inflables famosas

### En uso
- Pontiac Silverdome, Pontiac, Míchigan, Estados Unidos
- St. Louis Science Center Exploradome, San Luis, Misuri, Estados Unidos
- Tokyo Dome, Tokio, Japón
- Burswood Dome, Perth, Western Australia
- Generations Sports Complex Dome, Muncy, Pensilvania, Estados Unidos
- Bennett Indoor Complex, Toms River, Nueva Jersey, Estados Unidos
- Dalplex (athletics complex), Halifax, Nueva Escocia, Canadá
- Rocky Lake Dome Arena, Bedford, Nueva Escocia, Canadá.
- Harry Jerome Sports Center, Burnaby, Columbia Británica, Canadá.
- The Alaska Dome, Anchorage, AK
- Krenzler Field, Universidad Estatal de Cleveland, Cleveland Ohio, Estados Unidos

### Cúpulas famosas antiguas
- BC Place Stadium, Vancouver, Columbia Británica, Canadá. Inaugurado como el estadio más grande del mundo con techo inflable. Techo reemplazado por un techo retráctil soportado por cable en 2011.
- Carrier Dome, Syracuse, Nueva York, Estados Unidos. El techo inflable se desinfló por última vez en marzo de 2020. Techo con estructura de acero instalado en septiembre de ese año.
- Hubert H. Humphrey Metrodome, Mineápolis, Minesota, Estados Unidos. Demolida en 2014. El U.S. Bank Stadium, con techo fijo, ahora se encuentra en el sitio.
- RCA Dome, Indianápolis, Indiana, Estados Unidos. Demolida en diciembre de 2008.
- UNI-Dome, Cedar Falls, Iowa, Estados Unidos. Techo inflable original reemplazado por un techo fijo de acero y fibra de vidrio en 1998.